# رسوم مفرطة

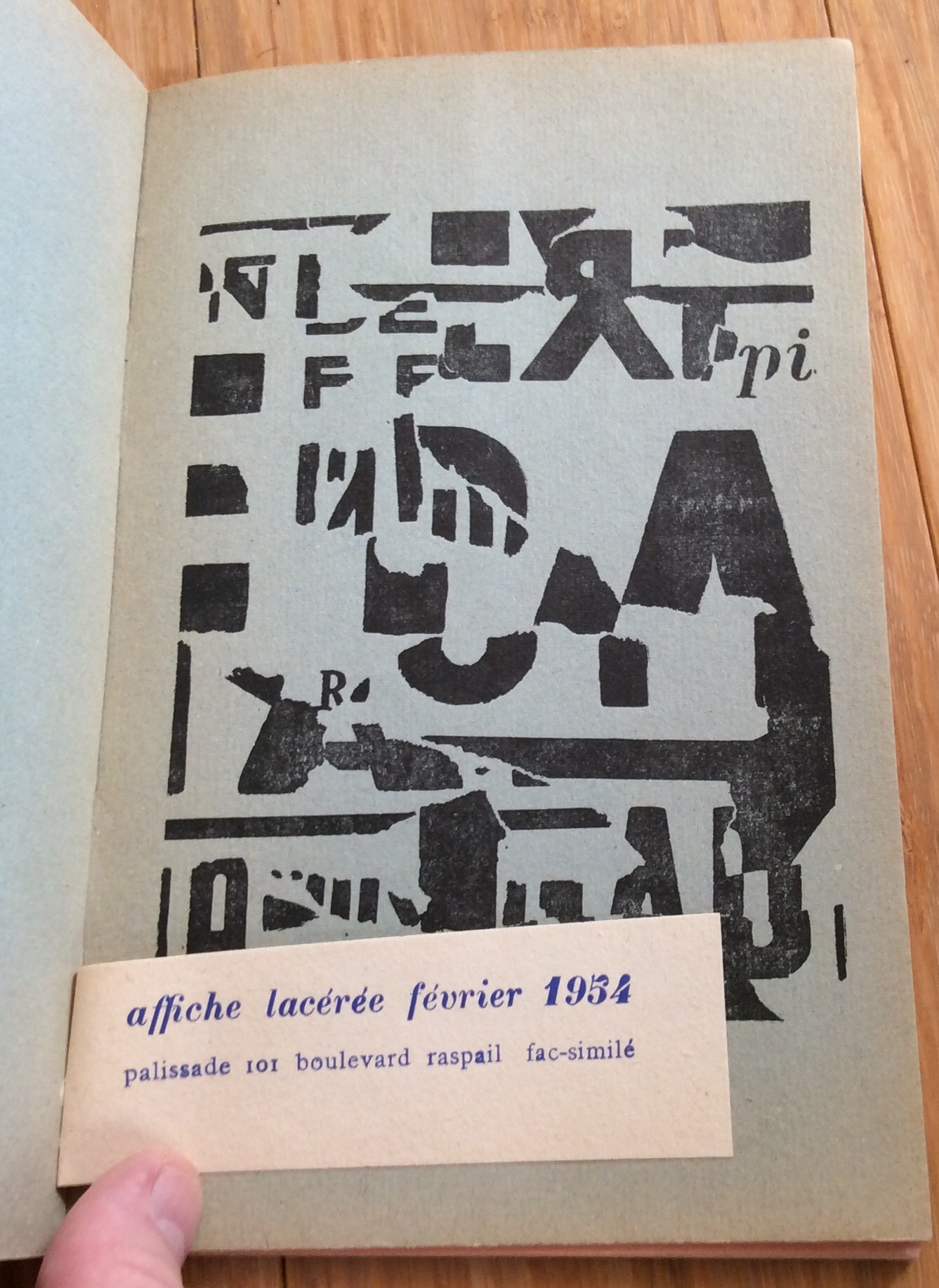

الرسوم المفرطة، وتسمى أيضًا هايبرغرافيا أو ميتاقرافيكس، هو شكل تجريبي من التواصل البصري تم تطويره بواسطة حركة ليترست. يتخلى الهايبرغرافيا عن القيم الصوتية التي تنقلها معظم اللغات المكتوبة التقليدية لصالح شكل موسع جماليا. ونظرًا لطبيعته التجريبية، فإنه يمكن أن يشمل أي وسائط مرئية. ومع ذلك، تتكون الكتابة الفوقية في أغلب الأحيان من حروف ورموز وصور توضيحية.

## تصور
إن الهايبرغرافيا متجذر في مفهوم ليترست الأساسي المتمثل في أن كل مجال رئيسي للتفاعل البشري، سواء كان أدبيًا أو اقتصاديًا، يتبع نفس النمط الأساسي. يتم إدخال النموذج في النظام ويتم التكرار عليه حتى يتم استنفاد جميع الاحتمالات (تُعتبر هذه المرحلة واسعة النطاق)، وعند هذه النقطة يكون المسار الوحيد للأمام هو تفكيك النظام وصولاً إلى عناصره الأكثر تفصيلاً (مرحلة الحفر بالإزميل). بمجرد تفكيك النظام بالكامل، يتم وضع القطع في نموذج جديد وتبدأ الدورة مرة أخرى.
وفقًا لرسام لترست موريس لوميتر، فإن رواية "يوليسيس" لجيمس جويس تمثل ذروة الرواية وبالتالي اكتمال مرحلتها الواسعة. جنبا إلى جنب مع مؤسس ليترست إيزيدور إيسو، بدأ لوميتر في العمل على إنشاء روايات مفرطة الرسم لبدء عملية التفكيك.

## سمات
إن الوسيلة الرئيسية التي من خلالها تفكك الكتابة الفوقية اللغة هي فصل الصوت عن المعنى، والتخلي عن القيود التي يفرضها تشفير القيم الصوتية. ولم يعد الشكل المرئي الناتج مكلفًا بنقل هذه المعلومات الصوتية، بل أصبح حرًا في التوسع على المستوى الجمالي. بدلاً من استخدام الكلمات للدلالة على الأفكار، يمكن الإشارة إلى الأفكار بشكل مباشر أكثر من خلال الصور التوضيحية أو الرموز من أنظمة الإشارات الأخرى.
يتم استبدال بناء الجملة التقليدي بمستوى ثنائي الأبعاد يمكن من خلاله استخدام خصائص ثلاثية الأبعاد غير ممكنة مع قواعد الإملاء التقليدية (على سبيل المثال، العناصر المتداخلة أو خطوط المنظور للإشارة إلى العمق). مع توفر هذه الأبعاد الإضافية، تصبح العلاقات الإدلالية بين الدلالات قناة جديدة لنقل المعلومات.
يعد هذا الابتكار في الوضع البصري أمرًا خاصًا بطبيعته، حيث تختلف الرموز والمعاني من شخص لآخر دون وجود مصدر قياسي للحقيقة. في حين أن جودة الرسم الزائد هذه تعزز ظاهريًا هدف تفكيك اللغة عن طريق فصل اللغة العامة عن اللغة الخاصة، فإنها تمثل أيضًا أكبر عقبة أمام التبني القابل للتطوير.

## أنظر أيضا
- الكتابة الأسمية
- أسجير جورن
- موريس لوميتر
- الجغرافيا النفسية
- رامميلزي